# Heraclia barnsi
Heraclia barnsi är en fjärilsart som beskrevs av James John Joicey och Talbot 1924. Heraclia barnsi ingår i släktet Heraclia och familjen nattflyn. Inga underarter finns listade i Catalogue of Life.